# Словения на «Евровидении-2003»
Словения принимала участие в сорок восьмом выпуске телевизионного конкурса Евровидение-2003, который состоялся 24 мая в Сконто-холле, Рига, Латвия. Страну представляла поп-певица Кармен Ставец с песней Nanana, написанной ею в соавторстве с композитором Мартином Штиберником. Первоначально, Nanana была представлена публике на словенском языке под названием Lep poletni dan ("Хороший летний день"). Однако для участия на Евровидение композиция была переведена на английский язык и снабжена новым названием. По итогам голосования Кармен заняла лишь 23-е место из 26, набрав только 7 очков. Данный результат означал, что Словении пришлось принять участие в полуфинале конкурса Евровидение-2004. Поэтому, Nanana стала предшественницей словенской заявки на конкурсе 2004 года Stay Forever в исполнении дуэта Platin. Конкурс был показан РТВ Словения на канале RTV SLO2 с комментариями Андреа Ф. Глашатаем, объявлявшим очки словенских телезрителей, был Петер Полес.

## Предыстория
К моменту своего участия в конкурсе 2003 года Словения восемь раз участвовала на Евровидение с момента своего дебюта в 1993 году. Страна дважды пропускала мероприятие и оба раза по причине плохих результатов: в 1994 и 2000 годах. Самым лучшим результатом для Словении было седьмое место, которое они занимали дважды: в 1995 году с песней Prisluhni mi Дарьи Швайгер и в 2001 году с песней Energy в исполнении Нюши Деренда. На Евровидение-2002 группа Sestre заняла 13-е место с песней Samo ljubezen.

## До «Евровидения»

### EMA 2003
С 1993 года словенский вещатель РТВ Словения отвечает за организацию отбора заявки на Евровидение и трансляцию конкурса. Вещатель использовал формат национального финала под названием Evrovizijska Melodija (EMA) с участием нескольких артистов и песен. Данный формат продолжил свою работу и в 2003 году. EMA 2003 состоялся 15 февраля в Выставочном и конференц-центре (Gospodarsko razstavišče) в Любляне. Ведущими были Миша Молк и Петер Полес. Шестнадцать песен было представлено, а победитель определялся после двух раундов голосования. В первом раунде комбинация голосов от жюри и телезрителей определила тройку лучших финалистов. Эта тройка переходила во второй раунд, суперфинал, где окончательного победителя определяли только телезрители. Жюри состояло из пяти человек: Марии Наумовой, победительницы Евровидение-2002 от Латвии; Энди Кнолла, австрийского телеведущего и комментатора конкурса; Пауля де Лейва, голландского певца и юмориста; Драго Ивануши, композитора и музыканта и певицы Бранки Кранер. Среди конкурсантов EMA 2003 была Нюша Деренда, представительница Словении на Евровидение-2001.
| Порядковый номер | Исполнитель                      | Название песни      | Голоса жюри | Голоса телезрителей | Всего | Место |
| ---------------- | -------------------------------- | ------------------- | ----------- | ------------------- | ----- | ----- |
| 1                | Ядранка Юраш                     | Sedmi čut           | 1           | 0                   | 1     | 12    |
| 2                | Ана Дежман                       | Mlado srce          | 0           | 3                   | 3     | 11    |
| 3                | Folkrola and Nina                | Ujemi me            | 0           | 0                   | 0     | 13    |
| 4                | Bepop                            | Ne sekiraj se       | 0           | 12                  | 12    | 4     |
| 5                | Андраж Хрибар                    | Letim naprej        | 5           | 0                   | 5     | 10    |
| 6                | Кармен Ставец                    | Lep poletni dan     | 6           | 10                  | 16    | 2     |
| 7                | Нюша Деренда                     | Prvič in zadnjič    | 7           | 8                   | 15    | 3     |
| 8                | Алья                             | Exploziv(no)        | 0           | 0                   | 0     | 13    |
| 9                | Марьян Новина                    | Vse enkrat mine     | 2           | 4                   | 6     | 9     |
| 10               | Пика Божич                       | Ne bom čakala te    | 3           | 7                   | 10    | 6     |
| 11               | Platin                           | Sto in ena zgodba   | 0           | 0                   | 0     | 13    |
| 12               | Ясмина Кафник                    | Ti sploh ne razumeš | 0           | 0                   | 0     | 13    |
| 13               | Домен Кумер                      | Tvoje ime           | 4           | 5                   | 9     | 7     |
| 14               | Полона                           | Ujel si se          | 10          | 2                   | 12    | 4     |
| 15               | Тулио Фурланич и Алёнка Пинтерич | Zlata šestdeseta    | 8           | 1                   | 9     | 7     |
| 16               | Алёнка Годец                     | Poglej me v oči     | 12          | 6                   | 18    | 1     |

| Порядковый номер | Исполнитель   | Название песни   | Голоса телезрителей | Место |
| ---------------- | ------------- | ---------------- | ------------------- | ----- |
| 1                | Кармен Ставец | Lep poletni dan  | 26,714              | 1     |
| 2                | Нюша Деренда  | Prvič in zadnjič | 13,637              | 2     |
| 3                | Алёнка Годец  | Poglej me v oči  | 12,261              | 3     |

## На «Евровидении»
Поскольку Словения по итогам конкурса 2002 года финишировала тринадцатой, то согласно правилам о квалификации, введённым Европейским вещательным союзом в 2001 году, она была допущена к участию на Евровидение-2003. 29 ноября 2002 года прошла жеребьёвка, по результатам которой Словения должна была выступать под номером 26, после Швеции, закрыв, тем самым, конкурсную программу. Для Евровидения песня Кармен Ставец Lep poletni dan была переведена на английский язык и под названием Nanana представлена европейской публике. По итогам голосования Кармен заняла лишь 23-е место из 26, набрав только 7 очков. Данный результат означал, что Словении пришлось принять участие в полуфинале конкурса Евровидение-2004. Перед объявлением окончательных результатов Бельгия, Турция и Россия шли друг за другом с минимальным отрывом. Словения была последней страной, которая должна была озвучить очки и решить итог конкурса. Хотя 12 очков словенские телезрители присудили России, это не привело к победе t.A.T.u., поскольку 10 очков словенцы отдали турецкой певице Сертаб Эренер, обогнавшей ближайших конкурентов на один и три балла соответственно. Россия не присудила Словении ни одного очка.

### Голосование
| Очки      | Страна                 |
| --------- | ---------------------- |
| 12 баллов |                        |
| 10 баллов |                        |
| 8 баллов  |                        |
| 7 баллов  |                        |
| 6 баллов  |                        |
| 5 баллов  |                        |
| 4 балла   | - Босния и Герцеговина |
| 3 балла   | - Хорватия             |
| 2 балла   |                        |
| 1 балл    |                        |

| Очки      | Страна   |
| --------- | -------- |
| 12 баллов | Россия   |
| 10 баллов | Турция   |
| 8 баллов  | Хорватия |
| 7 баллов  | Австрия  |
| 6 баллов  | Швеция   |
| 5 баллов  | Норвегия |
| 4 балла   | Исландия |
| 3 балла   | Бельгия  |
| 2 балла   | Ирландия |
| 1 балл    | Испания  |